# Wapen van Zaandam

Het wapen van Zaandam

Het wapen van Zaandam werd op 26 juni 1816 per besluit van de Hoge Raad van Adel in gebruik erkend bij de Noord-Hollandse gemeente Zaandam. De gemeente Zaandam is op 1 januari 1974 opgegaan in de gemeente Zaanstad, waardoor het wapen op die datum is komen te vervallen.

## Blazoenering
De blazoenering van het wapen luidt als volgt:
Gevierendeeld, het eerste van goud, beladen met de staf van Mercurius; het tweede tegengevierendeeld, het eerste en vierde van keel, beladen met een klimmende leeuw van zilver, het tweede en derde van zilver met een klimmende leeuw van keel; het derde een onvoltooid schip; het vierde van lazuur waarop een staanden haan van zilver; voor surtout gefasceert in 3 stukken, het eerste van lazuur, het tweede van sabel, het derde van zilver, gegolfd van sijnople. Het schild gehouden door een gekroonde leeuw met een opgeheven zwaard.
Het wapen is in vier kwartieren gedeeld. Het eerste kwartier is goud van kleur met daarop een gouden Mercuriusstaf, goud op goud mag niet in de heraldiek waardoor dit wapen een raadselwapen is. Het tweede kwartier is eveneens gecarteleerd met zilveren en rode kwartieren waarop in de andere kleur leeuwen die naar heraldisch rechts kijken. Het vormt een wapen dat (al dan niet in aangepaste vorm) voorkomt bij andere gemeenten die bij het baljuwschap Blois hoorden. Het derde kwartier toont het wapen van Oostzaandam: een onvoltooid schip op een zilveren zee en voor een zilveren lucht. Het laatste kwartier is blauw van kleur met daarop staande een zilveren haan.

## Geschiedenis
Het wapen van Zaandam bestaat uit de wapens van de voormalige gemeenten Oostzaandam en Westzaandam. Deze twee dorpen werden op 21 oktober 1811 per Koninklijk Decreet door koning Lodewijk samengevoegd tot de gemeente Zaandam. De nieuwe gemeente had twee gemeentehuizen, op elke oever van de Zaan een. In 1845 werd er een nieuw gemeentehuis gebouwd met onder de nok het wapen van de gemeente Zaandam.
Het wapen toont verschillende symbolen die iets over Zaandam vertellen. Het eerste kwartier toont een symbool voor handel. Het tweede kwartier is het oude wapen van Westzaandam, de banne Westsanen en Wormerveer. Het derde kwartier toont het voormalige wapen van Oostzaandam, dat mogelijk verwijst naar de scheepsbouw die in het dorp plaats had. Het vierde kwartier toont een symbool voor waakzaamheid. De herkomst van de leeuw is onbekend, Sierksma vraagt zich af of deze misschien zou verwijzen naar tsaar Peter de Grote.
Het nieuwe wapen werd ontworpen naar aanleiding van een fusie tussen de voormalige gemeenten Assendelft, Koog aan de Zaan, Krommenie, Westzaan, Wormerveer, Zaandam en Zaandijk. Het wapen werd ontworpen door grafisch ontwerper H.P. Doebele. De walvissen verwijzen naar de belangrijke walvisvaart. Het gecarteleerde wapen verwijst naar de banne van Westzaan. Alle wapens, op het wapen van Assendelft na, van voorgaande gemeenten hadden eveneens dit wapen.
In Zaandam zijn nog op een paar plekken de oude wapens terug te vinden. In de Zuiderkerkstraat op nummer 3 is in de gevel middels een gevelsteen het wapen van Oostzaandam terug te vinden. Dit pand is het voormalige raadhuis van Oostzaandam. De woning is ook als predikantswoning gebruikt. Ook het pand aan de Hogendijk 62 heeft een gevelsteen met daarop dit wapen, daar is het echter meer weergegeven als een scheepswerf.

## Vergelijkbare wapens
Een aantal bannen vormden samen het Baljuwschap Blois, maar ook moderne gemeentes in de omgeving hebben een wapen met daarin vier leeuwen. Het gaat hierbij om de volgende wapens van huidige en voormalige gemeentes:

Het wapen van de graven van Holland en Henegouwen, heren van het baljuwschap Blois
Het wapen van Beverwijk
Het wapen van Ilpendam
Het wapen van Koog aan de Zaan
Het wapen van Krommenie
Het wapen van Limmen
Het wapen van Uitgeest
Het wapen van Westzaan
Het wapen van Wormerveer
Het wapen van Zaandijk
Het wapen van Zaanstad
Het wapen van Oostzaandam

## Trivia
Het wapen bevindt zich ook boven in de gevel van het voormalig raadhuis dat aan het plein genaamd "De Burcht" staat.
Abbekerk
· Akersloot
· Andijk
· Ankeveen
· Anna Paulowna
· Assendelft
· Avenhorn
· Barsingerhorn
· Beemster
· Beets
· Bennebroek
· Berkenrode
· Berkhout
· Bijlmermeer
· Blokker
· Bovenkarspel
· Broek in Waterland
· Broek op Langedijk
· Buiksloot
· Bussum
· Callantsoog
· De Rijp
· Egmond
· Egmond aan Zee
· Egmond-Binnen
· Graft
·  Graft-De Rijp
· 's-Graveland
· Groet
· Grootebroek
· Grosthuizen
· Haarlemmerliede
· Haarlemmerliede en Spaarnwoude
· Harenkarspel
· Heerhugowaard
· Hensbroek
· Hoogkarspel
· Hoogwoud
· Ilpendam
· Jisp
· Kalslagen
· Katwoude
· Koedijk
· Koog aan de Zaan
· Kortenhoef
· Krommenie
· Kwadijk
· Langedijk
· Leimuiden
· Limmen
· Marken
· Middelie
· Midwoud
· Monnickendam
· Muiden
· Naarden
· Nederhorst den Berg
· Nibbixwoud
· Niedorp
· Nieuwe Niedorp
· Nieuwendam
· Nieuwer-Amstel
· Noord-Scharwoude
· Noorder-Koggenland
· Obdam
· Oosthuizen
· Opperdoes
· Oterleek
· Oude Niedorp
· Oudendijk
· Oudkarspel
· Oudorp
· Petten
· Ransdorp
· Schardam
· Scharwoude
· Schellingwoude
· Schellinkhout
· Schermer
· Schermerhorn
· Schoorl
· Schoten
· Sijbekarspel
· Sint Maarten
· Sint Pancras
· Sloten
· Spaarndam
· Spaarnwoude
· Spanbroek
· Twisk
· Urk
· Ursem
· Veenhuizen
· Venhuizen
· Warder
· Warmenhuizen
· Waverveen
· Weesp
· Weesperkarspel
· Wervershoof
· Wester-Koggenland
· Westwoud
· Westzaan
· Wieringen
· Wieringermeer
· Wieringerwaard
· Wijdenes
. Wijdewormer
. Wijk aan Zee en Duin
· Wimmenum
· Winkel
· Wognum
· Wormer
· Wormerveer
· Zaandam
· Zaandijk
· Zeevang
· Zijpe
· Zuid-Scharwoude
· Zuid- en Noord-Schermer
· Zwaag

Dorpswapens:
Hauwert
· Volendam
· Zwaagdijk-West